# Nida Senff
Nida Senff (n. 3 aprilie 1920, Rotterdam, Țările de Jos – d. 27 iunie 1995, Amsterdam, Țările de Jos) a fost o înotătoare ce a reprezentat Regatul Țărilor de Jos, medaliată olimpică. A participat la o ediție a Jocurilor Olimpice (1936) în care a câștigat o medalie de aur.

## Participări
Lista de mai jos prezintă principalele competiții la care a participat Nida Senff de-a lungul carierei.
- Olympische Sommerspiele 1936/Schwimmen – 100 m Rücken (Frauen)[*]